# Sainte-Croix (Aisne)
Sainte-Croix is een gemeente in het Franse departement Aisne (regio Hauts-de-France) en telt 124 inwoners (1999). De plaats maakt deel uit van het arrondissement Laon.

## Geografie
De oppervlakte van Sainte-Croix bedraagt 3,4 km², de bevolkingsdichtheid is 36,5 inwoners per km².
De onderstaande kaart toont de ligging van Sainte-Croix (Aisne) met de belangrijkste infrastructuur en aangrenzende gemeenten.

## Demografie
Onderstaande figuur toont het verloop van het inwonertal (bron: INSEE-tellingen).

Vanwege een beveiligingsprobleem met de MediaWiki Graph-software is het momenteel niet mogelijk deze grafiek weer te geven. Zodra de software is bijgewerkt zal de grafiek vanzelf weer zichtbaar worden.